# Carlo II di Gonzaga-Nevers
Carlo II di Gonzaga-Nevers (Mantova, 31 ottobre 1629 – Mantova, 14 agosto 1665) fu il IX duca di Mantova e del Monferrato, duca di Nevers e Rethel e principe d'Arches.

## Biografia

### Infanzia ed ascesa
Era figlio di Carlo di Nevers e Rethel e di Maria Gonzaga, e nipote del duca di Mantova Carlo I. Alla morte del nonno (1637), Carlo aveva appena 8 anni. Orfano di padre dal 1632, era stato designato successore al governo di Mantova sotto la tutela della madre Maria.
Quest'ultima aveva governato il Ducato con saggezza per 10 anni, ma al compimento del diciottesimo anno di età Carlo II la mise da parte assumendo in prima persona il controllo dello stato mantovano.

### Duca di Mantova
Il nuovo Duca non aveva le stesse capacità della madre: debole e viziato, tutte le sue decisioni volgevano al suo personale tornaconto anziché al bene dello stato e le varie entrate servivano in maggior parte a finanziare i suoi divertimenti che non a gestire al meglio il Ducato.
Grazie ai buoni uffici della madre, Carlo aveva sposato nel 1649 Isabella Clara d'Austria, imparentandosi così con la famiglia imperiale. Il matrimonio però fu solo un atto burocratico, in quanto il Duca aveva una nota relazione con una nobildonna casalasca, Margherita Della Rovere, ed il rapporto con la moglie si esaurì con la nascita dell'erede Ferdinando Carlo, avvenuta nel 1652.
I problemi del Monferrato, perennemente conteso tra Francia e Impero/Spagna, ed in questo momento storico controllato dai francesi, vennero risolti dal Duca affidando alla Spagna la cacciata dei francesi. Allo stesso tempo, per non inimicarsi i francesi, Carlo inviava a Parigi un memoriale di giustificazione, che venne ritenuto sufficiente da Luigi XIV. Fondamentalmente, l'interesse di Francia e Spagna era che il Ducato monferrino non cadesse nelle mani del nemico, pertanto entrambi accettavano di buon grado che esso venisse controllato dal Duca di Mantova.
Nel 1656 cedeva il ducato di Nevers, con relativo titolo, al cardinale Mazarino, che lo acquistò per il proprio nipote Filippo Giuliano Mancini.
La relazione con la casalasca Margherita portò Carlo a numerose assenze dal ducato, che già era malgovernato in presenza del Duca; questa situazione portò l'imperatore a privare il Gonzaga del titolo di vicario imperiale e della carica di generalissimo.

### Morte
Carlo morì giovane, nell'agosto del 1665. Varie ipotesi si sono succedute sulla sua morte; gli storici contemporanei ed immediatamente successivi sospettarono l'avvelenamento (forse da parte della moglie Isabella Clara, aiutata dall'amante conte Francesco Carlo Bulgarini), altre fonti riportano un'intossicazione causata da uno degli intrugli afrodisiaci che Carlo assumeva per aumentare il proprio vigore.

## Discendenza
A Carlo successe l'unico figlio, tredicenne, Ferdinando Carlo, sotto la reggenza della madre Isabella Clara.

## Ascendenza
|                            |                    |                              | Genitori                       |  |  | Nonni |  |  | Bisnonni                |  |  | Trisnonni              |  |
|                            |                    |                              |                                |  |  |       |  |  | Ludovico Gonzaga-Nevers |  |  | Federico II di Mantova |  |
|                            |                    |                              |                                |  |  |       |  |  | Ludovico Gonzaga-Nevers |  |  | Federico II di Mantova |  |
|                            |                    | Margherita Paleologa         |                                |  |  |       |  |  | Ludovico Gonzaga-Nevers |  |  |                        |  |
| Carlo I di Gonzaga-Nevers  |                    |                              |                                |  |  |       |  |  | Ludovico Gonzaga-Nevers |  |  |                        |  |
|                            |                    | Enrichetta di Nevers         | Francesco I di Nevers          |  |  |       |  |  |                         |  |  |                        |  |
|                            |                    | Enrichetta di Nevers         | Francesco I di Nevers          |  |  |       |  |  |                         |  |  |                        |  |
|                            |                    | Enrichetta di Nevers         | Margherita di Vendôme          |  |  |       |  |  |                         |  |  |                        |  |
| Carlo di Gonzaga-Nevers    |                    | Enrichetta di Nevers         |                                |  |  |       |  |  |                         |  |  |                        |  |
|                            |                    | Carlo di Guisa               | Francesco I di Guisa           |  |  |       |  |  |                         |  |  |                        |  |
|                            |                    | Carlo di Guisa               | Francesco I di Guisa           |  |  |       |  |  |                         |  |  |                        |  |
|                            |                    | Carlo di Guisa               | Anna d'Este                    |  |  |       |  |  |                         |  |  |                        |  |
| Caterina di Lorena         |                    | Carlo di Guisa               |                                |  |  |       |  |  |                         |  |  |                        |  |
|                            |                    | Enrichetta di Savoia-Villars | Onorato II di Savoia           |  |  |       |  |  |                         |  |  |                        |  |
|                            |                    | Enrichetta di Savoia-Villars | Onorato II di Savoia           |  |  |       |  |  |                         |  |  |                        |  |
|                            |                    | Enrichetta di Savoia-Villars | Giovanna di Foix               |  |  |       |  |  |                         |  |  |                        |  |
| Carlo II di Gonzaga-Nevers |                    | Enrichetta di Savoia-Villars |                                |  |  |       |  |  |                         |  |  |                        |  |
|                            | Vincenzo I Gonzaga | Guglielmo Gonzaga            |                                |  |  |       |  |  |                         |  |  |                        |  |
|                            | Vincenzo I Gonzaga | Guglielmo Gonzaga            |                                |  |  |       |  |  |                         |  |  |                        |  |
|                            | Vincenzo I Gonzaga | Eleonora d'Austria           |                                |  |  |       |  |  |                         |  |  |                        |  |
| Francesco IV Gonzaga       | Vincenzo I Gonzaga |                              |                                |  |  |       |  |  |                         |  |  |                        |  |
|                            |                    | Eleonora de' Medici          | Francesco I de' Medici         |  |  |       |  |  |                         |  |  |                        |  |
|                            |                    | Eleonora de' Medici          | Francesco I de' Medici         |  |  |       |  |  |                         |  |  |                        |  |
|                            |                    | Eleonora de' Medici          | Giovanna d'Austria             |  |  |       |  |  |                         |  |  |                        |  |
| Maria Gonzaga              |                    | Eleonora de' Medici          |                                |  |  |       |  |  |                         |  |  |                        |  |
|                            |                    | Carlo Emanuele I di Savoia   | Emanuele Filiberto I di Savoia |  |  |       |  |  |                         |  |  |                        |  |
|                            |                    | Carlo Emanuele I di Savoia   | Emanuele Filiberto I di Savoia |  |  |       |  |  |                         |  |  |                        |  |
|                            |                    | Carlo Emanuele I di Savoia   | Margherita di Valois           |  |  |       |  |  |                         |  |  |                        |  |
| Margherita di Savoia       |                    | Carlo Emanuele I di Savoia   |                                |  |  |       |  |  |                         |  |  |                        |  |
|                            |                    | Caterina Michela d'Asburgo   | Filippo II di Spagna           |  |  |       |  |  |                         |  |  |                        |  |
|                            |                    | Caterina Michela d'Asburgo   | Filippo II di Spagna           |  |  |       |  |  |                         |  |  |                        |  |
|                            |                    | Caterina Michela d'Asburgo   | Elisabetta di Valois           |  |  |       |  |  |                         |  |  |                        |  |
|                            |                    | Caterina Michela d'Asburgo   |                                |  |  |       |  |  |                         |  |  |                        |  |

## Stemma
| Image | Stemma |
| ----- | --- |
| \| \| | Carlo II di Gonzaga-Nevers Duca di Mantova e Monferrato Inquartato: nel I e nel IV Gonzaga di Mantova [come stemma del Monferrato] ; nel II e nel III troncato, il primo partito di tre, il secondo di due, che dà sette quarti: nel 1o di rosso alla ruota di otto raggi gigliati d'oro con uno scudetto d'argento in cuore broccante (Clèves); nel 2o d'oro alla fascia scaccata d'argento e di rosso di tre file, 8,8,8 (La Marck); nel 3o d'azzurro seminato di gigli d'oro al lambello di rosso castellato di nove pezzi d'oro (Artois); nel 4o di nero al leone d'oro armato e lampassato di rosso (Brabante); nel 5o d'azzurro seminato di gigli d'oro alla bordura composta d'argento e di rosso (Borgogna moderno); nel 6o di rosso a tre rastri d'oro posti 2, 1 (Rethel); nel 7o inquartato: nel primo e nel quarto d'azzurro a tre gigli d'oro posti 2, 1, nel secondo e nel terzo di rosso alla bordura spinata d'argento (Albret d'Orval); sul tutto d'azzurro a tre gigli d'oro posti 2, 1, alla bordura di rosso caricata di otto bisanti d'argento (Alençon) |

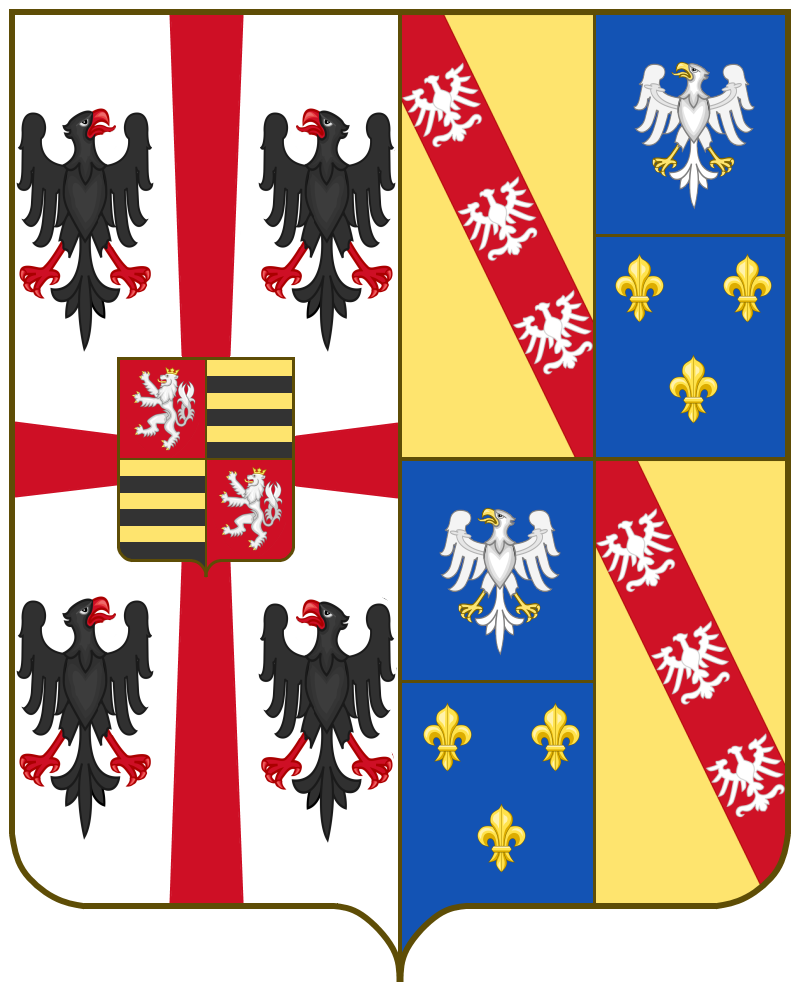
Stemma usato da Carlo II dal 1632 al 1637 in ruolo di Duca di Mayenne

|       | |